# Sitnoplodac
Sitnoplodac (lat. Cenchrus), biljni rod, jednogodišnje raslinje i trajnice iz porodice trava. Rod se sastoji od preko 100 vrsta jednogodišnjeg raslinja i trajnica koje su prisutne na svim kontinentima. U Hrvatskoj rastu sivozelena prosulja ili sivi muhar, poznatije kao crnačko proso ili biserno proso (lat. C. americanus (sin. Pennisetum glaucum); mekodlakava prosulja ili C. longisetus (sin. Pennisetum villosum) i dugotrni sitnoplodac, C. longispinus
Sjemenke sivog muhara mogu se kuhati, ili se mljeti u brašno, te od njega peći kruh, stoga se i uzgaja u Africi i Indiji.
Vrste roda Pennisetum uključene su u rod Cenchrus.

## Vrste
1. Cenchrus abyssinicus (Hack.) Morrone
2. Cenchrus agrimonioides Trin.
3. Cenchrus alopecuroides (L.) Thunb.
4. Cenchrus americanus (L.) Morrone
5. Cenchrus annuus (Mez) Morrone
6. Cenchrus arnhemicus (F.Muell.) Morrone
7. Cenchrus articularis (Trin.) M.W.Tornab. & W.L.Wagner
8. Cenchrus bambusiformis (E.Fourn.) Morrone
9. Cenchrus basedowii (Summerh. & C.E.Hubb.) Morrone
10. Cenchrus beckeroides (Leeke) comb.ined.
11. Cenchrus biflorus Roxb.
12. Cenchrus brevisetosus (B.K.Simon) B.K.Simon
13. Cenchrus brownii Roem. & Schult.
14. Cenchrus cafer (Bory) Veldkamp
15. Cenchrus caliculatus Cav.
16. Cenchrus caudatus (Schrad.) Kuntze
17. Cenchrus centrasiaticus (Tzvelev) Verloove
18. Cenchrus chilensis (É.Desv.) Morrone
19. Cenchrus ciliaris L.
20. Cenchrus clandestinus (Hochst. ex Chiov.) Morrone
21. Cenchrus complanatus (Nees) Morrone
22. Cenchrus compressus (R.Br.) Morrone
23. Cenchrus distachyus (E.Fourn.) Morrone
24. Cenchrus distichophyllus Griseb.
25. Cenchrus divisus (Forssk. ex J.F.Gmel.) Verloove, Govaerts & Buttler
26. Cenchrus domingensis (Spreng. ex Schult.) Morrone
27. Cenchrus durus (Beal) Morrone
28. Cenchrus echinatus L.
29. Cenchrus ekmanianus Hitchc.
30. Cenchrus elatus (Hochst. ex Steud.) Verloove
31. Cenchrus elegans (Hassk.) Veldkamp
32. Cenchrus elymoides F.Muell.
33. Cenchrus flaccidus (Griseb.) Morrone
34. Cenchrus flexilis (Mez) Morrone
35. Cenchrus foermeranus (Leeke) Morrone
36. Cenchrus fungigraminus Z.X.Lin, D.M.Lin & S.R.Lan
37. Cenchrus geniculatus Thunb.
38. Cenchrus glaucifolius (Hochst.) Rudov
39. Cenchrus glaucocladus (Stapf & C.E.Hubb.) Morrone
40. Cenchrus gracilescens (Hochst.) Zon
41. Cenchrus gracillimus Nash
42. Cenchrus henryanus (F.Br.) M.W.Tornab. & W.L.Wagner
43. Cenchrus hohenackeri (Hochst. ex Steud.) Morrone
44. Cenchrus hordeoides (Lam.) Morrone
45. Cenchrus humilis (Hochst. ex A.Rich.) comb.ined.
46. Cenchrus intectus (Chase) Morrone
47. Cenchrus lanatus (Klotzsch) Morrone
48. Cenchrus latifolius (Spreng.) Morrone
49. Cenchrus laxius (Clayton) Zon
50. Cenchrus ledermannii (Mez) comb.ined.
51. Cenchrus longisetus M.C.Johnst.
52. Cenchrus longispinus (Hack.) Fernald
53. Cenchrus longissimus (S.L.Chen & Y.X.Jin) Morrone
54. Cenchrus massaicus (Stapf) Morrone
55. Cenchrus mezianus (Leeke) Morrone
56. Cenchrus michoacanus H.F.Gut. & Morrone
57. Cenchrus mitis Andersson
58. Cenchrus monostigma (Pilg.) Morrone
59. Cenchrus multiflorus J.Presl
60. Cenchrus mutilatus Kuntze
61. Cenchrus myosuroides Kunth
62. Cenchrus nervosus (Nees) Kuntze
63. Cenchrus nodiflorus (Franch.) Zon
64. Cenchrus nubicus (Hochst.) Zon
65. Cenchrus occidentalis (Chase) Morrone
66. Cenchrus orientalis (Rich.) Morrone
67. Cenchrus palmeri Vasey
68. Cenchrus pauciflorus Benth.
69. Cenchrus pauperus (Steud.) Morrone
70. Cenchrus pedicellatus (Trin.) Morrone
71. Cenchrus pennisetiformis Hochst. & Steud. ex Steud.
72. Cenchrus peruvianus (Trin.) Morrone
73. Cenchrus petiolaris (Hochst.) Morrone
74. Cenchrus pilcomayensis (Mez) Morrone
75. Cenchrus pilosus Kunth
76. Cenchrus pirottae (Chiov.) Zon
77. Cenchrus platyacanthus Andersson
78. Cenchrus prieurii (Kunth) Maire
79. Cenchrus procerus (Stapf) Morrone
80. Cenchrus prolificus (Chase) Morrone
81. Cenchrus pseudotriticoides (A.Camus) comb.ined.
82. Cenchrus pumilus (Hack. ex Engl.) comb.ined.
83. Cenchrus purpureus (Schumach.) Morrone
84. Cenchrus qianningensis (S.L.Zhong) Morrone
85. Cenchrus ramosus (Hochst.) Morrone
86. Cenchrus rigidus (Griseb.) Morrone
87. Cenchrus riparius (Hochst. ex A.Rich.) Morrone
88. Cenchrus robustus R.D.Webster
89. Cenchrus rupestris (Chase) Morrone
90. Cenchrus sagittatus (Henrard) Morrone
91. Cenchrus schweinfurthii (Pilg.) Zon
92. Cenchrus setaceus (Forssk.) Morrone
93. Cenchrus setigerus Vahl
94. Cenchrus setosus Sw.
95. Cenchrus shaanxiensis (S.L.Chen & Y.X.Jin) Morrone
96. Cenchrus sichuanensis (S.L.Chen & Y.X.Jin) Morrone
97. Cenchrus sieberianus (Schltdl.) Verloove
98. Cenchrus somalensis Clayton
99. Cenchrus sphacelatus (Nees) Morrone
100. Cenchrus spinifex Cav.
101. Cenchrus squamulatus (Fresen.) Morrone
102. Cenchrus stramineus (Peter) Morrone
103. Cenchrus subangustus (Schumach.) Morrone
104. Cenchrus tempisquensis (R.W.Pohl) Morrone
105. Cenchrus thulinii (S.M.Phillips) Morrone
106. Cenchrus trachyphyllus (Pilg.) Morrone
107. Cenchrus tribuloides L.
108. Cenchrus trisetus (Leeke) Morrone
109. Cenchrus uliginosus (Hack. ex Engl.) comb.ined.
110. Cenchrus unisetus (Nees) Morrone
111. Cenchrus violaceus (Lam.) Morrone
112. Cenchrus weberbaueri (Mez) Morrone
113. Cenchrus yemensis (Deflers) Rudov & Akhani
114. Cenchrus ×cupreus (Thorpe) Govaerts
115. Cenchrus ×longistylus (Hochst. ex A.Rich.) Thulin & S.M.Phillips